# Hohenkammer
Hohenkammer er en kommune i i Landkreis Freising Regierungsbezirk Oberbayern i den tyske delstat Bayern. Den omfatter disse landsbyer og bebyggelser: Eglhausen, Unter- und Oberwohlbach, Untermarbach, Deutldorf, Niernsdorf, Wahl, Waltenhofen, Pelka, Riedhof, Herschenhofen und Schlipps.
Hohenkammer ligger ved floden Glonn; I kommunen ligger ,Schloss Hohenkammer.